# 洞禅院
洞禅院（とうぜんいん）は、岐阜県恵那市武並町藤にある聖観世音菩薩を本尊とする曹洞宗の寺院。山号は不老峰。
愛知県小牧市の福厳寺の末寺。恵那三十三観音霊場二十七番。

## 歴史
文明5年（1473年）、信濃国伊那郡松尾城主の小笠原家長は、将軍足利義政の命により、子の小笠原定基や木曾家豊（木曾義元の父）と共に東濃攻略のため、足利義視方の美濃守護の土岐成頼が京に在陣中で、守護代家の斎藤妙椿が伊勢遠征で美濃を不在にしていた隙に、恵那郡の大井城や土岐郡の釜戸村にあった荻之島城(刈安城)を攻め落した。
文明年間（1469年-1487年）に、元は尾張国大草城主であった西尾式部道永が土岐郡釜戸村の荻之島城(刈安城)主となった。小笠原家長・定基親子から奪取したのであろう。
西尾式部道永は当初は岩倉城主の織田氏に仕えていたが、織田一族の争いに嫌気がさして美濃守護代家の斎藤妙椿に仕えたとされる。
延徳3年(1491年)、西尾式部道永は、荻之島城(刈安城)の福門にあたる藤村の木曽川を臨む丘陵地に洞禅院を開基し、福厳寺三世の盛禅洞奭を招き開山した。院内保存の伝衣が残っている。
盛禅洞奭の弟子の來鳳は、尾張愛知郡岩崎城主の丹羽氏の菩提寺の妙仙寺を開山した。妙仙寺は、その後丹羽氏の転封に伴い移転し、現在は、兵庫県加東市と愛知県日進市の両方にある。
享禄元年(1528年)9月に、二世住持の養拙自牧が遷化した後、148年間にわたり無住の状態が続いた。
延宝4年（1676年）、陽山泰春が、当初の場所から三丁ほど南西の丘陵地に寺を移築して中興し三世となった。
元禄13年（1700年）4月、失火のために焼失したが、
元禄16年（1703年）8月、四世の聖岩泰誾が、堂宇を再建した。
宝永5年（1708年）、洞禅寺の裏山に爐を造り、尾張国春日井郡坂下村の、水野平蔵と藤原政義の両名により寺鐘(口径 二尺四寸、重量 八十二貫)が鋳造された。
その梵鐘は、昭和17年(1942年)12月18日に戦時供出したため失われたが、
昭和46年(1971年)に、檀徒の寄付にて再度鋳造された。
境内にはモミジの大木がある。